# Promachus rufipes
Promachus rufipes is een vliegensoort uit de familie van de roofvliegen (Asilidae). De wetenschappelijke naam van de soort is voor het eerst geldig gepubliceerd in 1775 door Fabricius.